# John Stockwell
John R. Stockwell (1937) is een voormalige CIA-officier die een criticus werd van het regeringsbeleid van de Verenigde Staten, nadat hij dertien jaar lang zeven dienstplichten had vervuld. Nadat hij de Amerikaanse betrokkenheid bij de Angolese burgeroorlog had geleid als hoofd van de Angola Task Force tijdens de geheime operaties in 1975, nam hij ontslag en schreef hij het boek 'In Search of Enemies'.

## Vroege jaren
Geboren in Angleton, Texas, verhuisde zijn vader met zijn gezin naar Belgisch Congo toen hij daar werd uitgezonden om technische assistentie te verlenen. Stockwell ging naar school in Lubondai voordat hij ging studeren aan het Plan II Honours-programma aan de Universiteit van Texas.

## CIA-carrière
Als marinier was Stockwell een CIA-agent voor paramilitaire inlichtingenzaken in drie oorlogen: de Congo-crisis, de oorlog in Vietnam en de Angolese onafhankelijkheidsoorlog. Zijn militaire rang is majoor. Hij begon zijn carrière in 1964 en bracht zes jaar door in Afrika. Eerst als hoofd van de basis in Katanga, Congo-Kinshasa tijdens de Bob Denard-invasie in 1968, daarna als hoofd van het station in Bujumbura, Burundi in 1970, voordat hij naar Vietnam werd overgebracht om toezicht te houden op inlichtingenoperaties in de Tay provincie Ninh. Hij kreeg de CIA Intelligence Medal of Merit voor het openhouden van zijn post tot de laatste dagen van de val van Saigon in 1975. 
In december 1976 nam hij ontslag bij de CIA, daarbij verwijzend naar zijn diepe bezorgdheid over de methoden en resultaten van de paramilitaire operaties van de CIA in derdewereldlanden en hij getuigde voor congrescommissies. Twee jaar later schreef hij het exposé 'In Search of Enemies', over die ervaring en de bredere implicaties ervan. Hij beweerde dat de CIA een averechts effect had op de nationale veiligheid en dat de 'geheime oorlogen' van de CIA de Verenigde Staten niets opleverden. De CIA, zo verklaarde hij, had de MPLA uitgekozen als een vijand in Angola, ondanks het feit dat de MPLA betrekkingen met de Verenigde Staten wilde hebben en geen enkele daad van agressie tegen de Verenigde Staten had begaan. In 1978 verscheen hij in het populaire Amerikaanse televisieprogramma 60 Minutes, waarin hij beweerde dat CIA-directeur William Colby en nationaal veiligheidsadviseur Henry Kissinger systematisch tegen het Congres hadden gelogen over de operaties van de CIA.

## Schrijfcarrière
Stockwell was een van de eerste professionals die de CIA verliet om de publiciteit op te zoeken door een bestseller te schrijven, 'In Search of Enemies'. De CIA nam wraak door hem aan te klagen bij de 4th District Court in Washington D.C.. Een deel van de rechtszaak was bedoeld om de mogelijkheid uit te sluiten om het verhaal te verkopen voor het maken van de film en verzocht om alle toekomstige publicaties ter beoordeling aan de CIA voor te leggen. Niet in staat om de reis te betalen die nodig was om de zaak aan te vechten, vroeg Stockwell faillissement aan in Austin, Texas. Nadat het proces door het faillissement was verwerkt, liet de CIA uiteindelijk de rechtszaak vallen.
Een kort verhaal in het boek gaat over een CIA-officier die op een nacht in Elizabethville, Congo-Kinshasa, het lichaam van Patrice Lumumba in de kofferbak van zijn auto heeft. Stockwell vermeldt in een voetnoot bij het verhaal dat hij destijds niet wist dat de CIA herhaaldelijk heeft geprobeerd de moord op Lumumba te regelen. 
Zijn bezorgdheid was dat, hoewel veel van zijn collega's bij de CIA mannen en vrouwen waren met de hoogste integriteit, de organisatie contraproductief was voor de nationale veiligheid van de Verenigde Staten en veel mensen schade toebracht in haar 'geheime oorlogen' overzee. 
'Red Sunset' was Stockwells volgende boek en werd in 1982 in hardcover uitgegeven door William Morrow Publishing Co., Inc. en een jaar later in paperback door Signet. Daarin bespreekt hij zijn voorspelling van een vreedzaam einde van de Koude Oorlog. Stockwell presenteerde deze ideeën in fictievorm om het gepubliceerd te krijgen.
In 1991 publiceerde Stockwell een compilatie van transcripties van veel van zijn lezingen, genaamd 'The Praetorian Guard'.

## Bron
- Dit artikel of een eerdere versie ervan is een (gedeeltelijke) vertaling van het artikel John Stockwell (CIA officer) op de Engelstalige Wikipedia, dat onder de licentie Creative Commons Naamsvermelding/Gelijk delen valt. Zie de bewerkingsgeschiedenis aldaar.